# Kozlînîci, Manevîci
Kozlînîci (în ucraineană Козлиничі) este un sat în comuna Țminî din raionul Manevîci, regiunea Volînia, Ucraina.

## Demografie
Componența lingvistică a localității Kozlînîci
     Ucraineană (100%)
Conform recensământului din 2001, toată populația localității Kozlînîci era vorbitoare de ucraineană (100%).